# Lowe Inlet

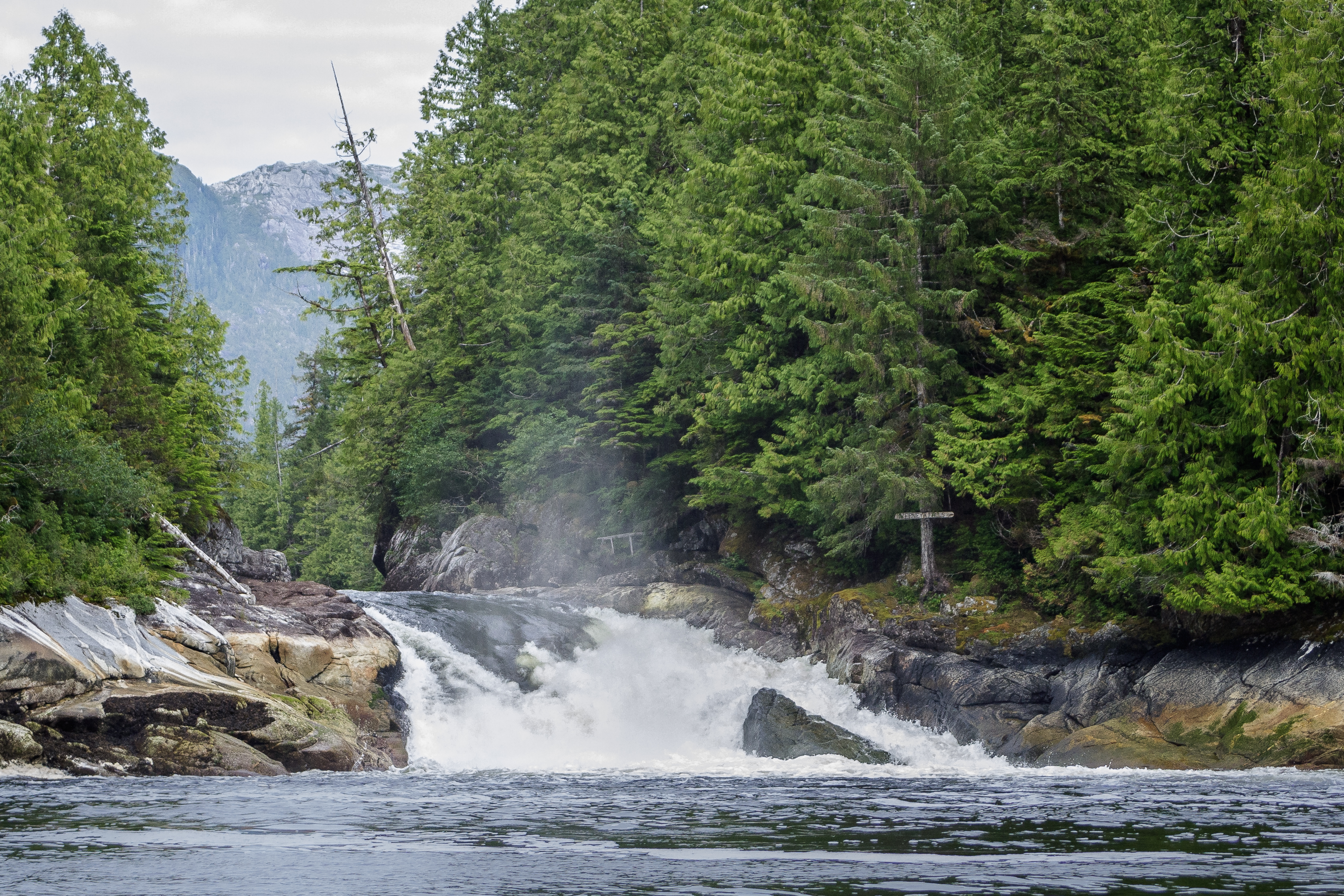
Verney Falls

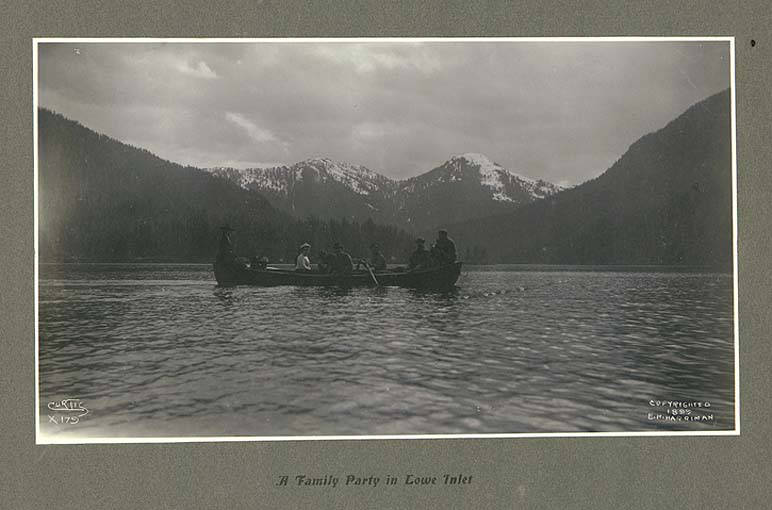
Lowe Inlet in 1899

De Lowe Inlet is een inham in het westen van Brits-Columbia in Canada.

## Geografie
De inham heeft een lengte van ongeveer 3,4 kilometer en snijdt in noordoostelijke richting in op het vasteland van Canada. In het zuidwesten mondt de inham uit in het Grenville Channel. Aan de monding is de inham ongeveer 475 meter breed. Via de Verney Falls aan het oostelijk uiteinde staat de inham in verbinding met het oostelijker gelegen Lowe Lake.
De inham ligt vrijwel helemaal in het Lowe Inlet Marine Provincial Park. Het park werd op 14 juni 1994 opgericht en beslaat ongeveer 765 hectare, inclusief 555 hectare hoogland.
Op ongeveer 20 kilometer naar het noordwesten ligt de Klewnuggit Inlet en op ongeveer 19 kilometer naar het zuidoosten ligt aan de overzijde van het Grenville Channel de Union Passage.
Het waterlichaam ligt in de mariene ecoregio Noord-Amerikaans Pacifisch Fjordland.